# Lucy Speed
Lucy Renee Speed (Croydon (Londen), 31 augustus 1976) is een Britse actrice.

## Biografie
Speed werd geboren in Croydon (Londen) in een gezin van twee kinderen. Op haar zevenjarige leeftijd kregen de ouders van Speed het advies van haar balletlerares om een agent te zoeken voor haar. Zij begon toen ook met het nemen van toneellessen na schooltijd in een lokale theater en later nam zij ook toneel- en balletlessen aan het Italia Conti Academy of Theatre Arts in Londen.
Speed begon in 1987 met acteren in de televisieserie Rumpole of the Bailey, waarna zij nog meerdere rollen speelde in televisieseries en films. Zij is vooral bekend van haar rol als Natalie in de televisieserie EastEnders waar zij in maar liefst 457 afleveringen heeft gespeeld (1994-2004), en van haar rol als Stevie Moss in de televisieserie The Bill waar zij in 59 afleveringen heeft gespeeld (2004-2010).
Speed is in 2009 getrouwd met acteur Spencer Austin met wie zij een dochter heeft (2012).

## Filmografie

### Films
Uitgezonderd korte films.
- 1998 Shakespeare in Love - als tweede hoer
- 1998 Children of the New Forest - als Martha
- 1997 Keep the Aspidistra Flying - als fabrieksmedewerkster
- 1997 Metroland - als punkmeisje
- 1995 England, My England - als Nell Gwyn
- 1991 Impromptu - als jonge Aurora
- 1986 Scoop - als Josephine Stitch

### Televisieseries
Uitgezonderd eenmalige gastrollen.
- 2022-2023 The Archers - als Stella Pryor - 9 afl.
- 2021 Unforgotten - als Marnie Barton - 6 afl.
- 2017-2018 Jamie Johnson - als ms. R. Savage - 19 afl.
- 2018 Marcella - als Leslie Evans - 2 afl.
- 2018 Silent Witness - als Ella Weir - 2 afl.
- 2016 National Treasure - als jonge Marie - 3 afl.
- 2015 Cradle to Grave - als Bet Baker - 8 afl.
- 2013 Holby City - als Mandy Fairlock - 2 afl.
- 2013 Lewis - als Louise Cornish - 2 afl.
- 2004-2010 The Bill - als Stevie Moss - 59 afl.
- 1994-2004 EastEnders - als Natalie - 457 afl.
- 1996 The Prince and the Pauper - als Nan Canty - 3 afl.
- 1992-1993 Rides - als Beki Jenner - 12 afl.
- 1991 Dodgem - als Rose Penfold - 6 afl.
- 1988 King & Castle - als Susie - 4 afl.

- Library of Congress Control Number: no2008161971
- Nationale Bibliotheek van Israël: 987012502410305171
- Virtual International Authority File: 17051687
- WorldCat: E39PBJvhmQQffpK6Cx39HvgMyd